# 2000年夏季残疾人奥林匹克运动会中国香港代表团
2000年夏季残疾人奥林匹克运动会中国香港代表团是中国香港派出的2000年夏季残疾人奥林匹克运动会代表团。这是香港特区成立后首次参加残奥。获得8枚金牌、3枚银牌和7枚铜牌。